# Lorenz Ritter

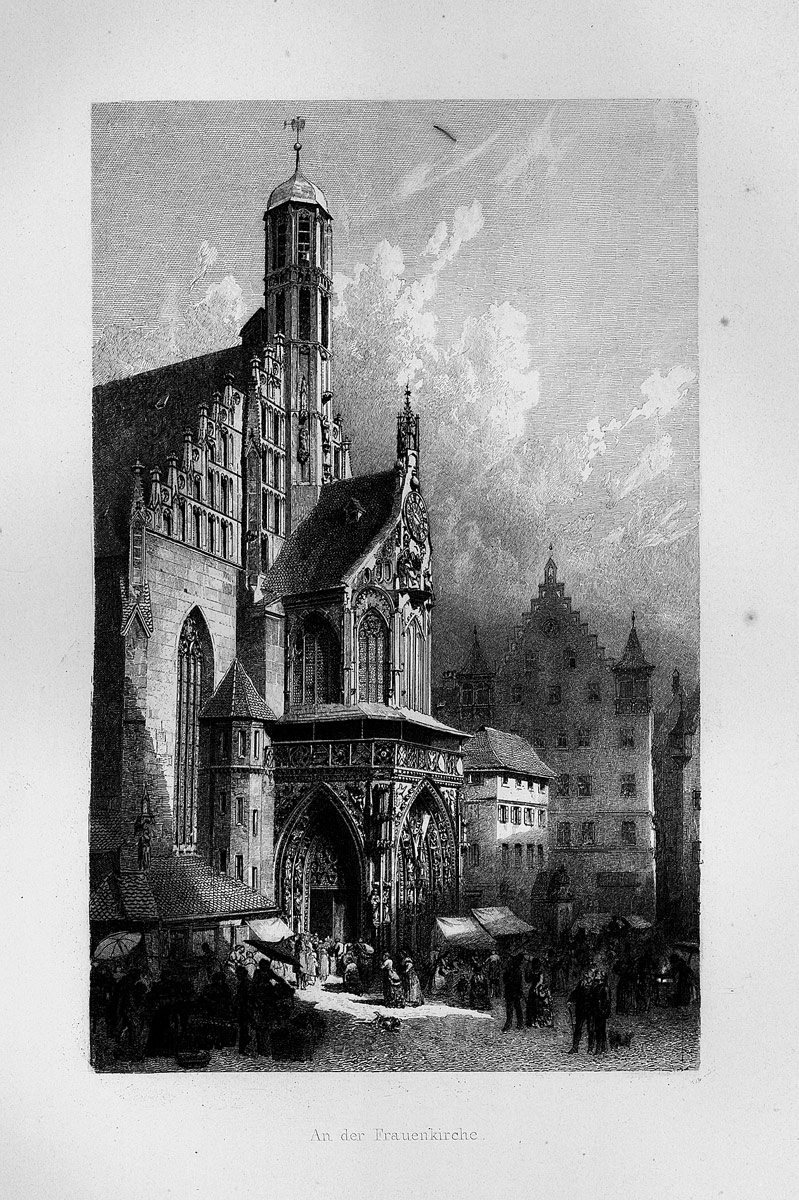
Lorenz Ritter: An der Frauenkirche (Nürnberg)

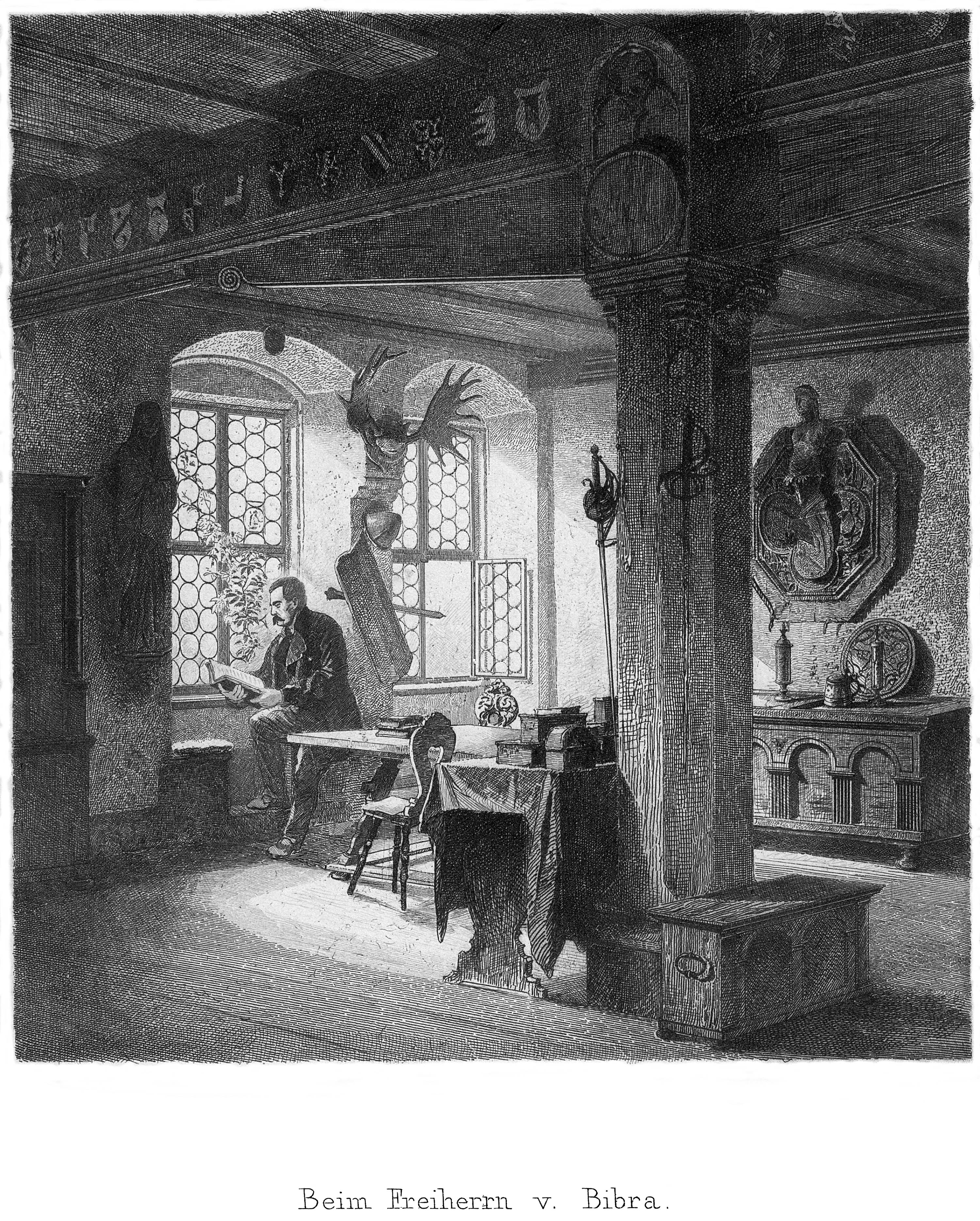
Beim Freiherrn von Bibra (Ernst von Bibra), Lorenz Ritter

Lorenz Ritter (* 24. November 1832 in Nürnberg; † 3. September 1921 ebenda) war ein deutscher Maler und Kupferstecher und Schüler von Carl Alexander Heideloff.
Lorenz Ritter ist der jüngere Bruder des gehörlosen Malers Paul Ritter (1829–1907). Er studierte wie dieser Malerei und Grafik an der Kunstgewerbeschule Nürnberg, bereiste gemeinsam mit seinem Bruder Deutschland, Frankreich, Italien und Österreich.
Bekannt wurde Ritter insbesondere durch seine Architekturbilder und -stiche vom alten Nürnberg. Zu seinen bekanntesten Bildern gehören „Der Schöne Brunnen auf dem Hauptmarkt in Nürnberg“, „Das Sakramentshaus in der Lorenzkirche“ und „Die Wöhrdertorbastei“; weite Verbreitung fand sein Mappenwerk mit Radierungen „Malerische Ansichten aus Nürnberg“ (1871–1876). Gemeinsam mit seinem Schwager Johann Georg Riegel (1832–1904), der ebenfalls Maler war, gründete er das Grafische Atelier Ritter und Riegel.
Drei der Söhne Lorenz Ritters, Paul Ritter der Jüngere (1859–1888), Wilhelm Ritter (1860–1948) und Fritz Ritter (1868–1888), waren ebenfalls als Künstler tätig. Lorenz arbeitete eng mit seinem Bruder Paul Ritter zusammen, solange dieser lebte.
Anlässlich des 100. Todestags seines Bruders Paul wurde er gemeinsam mit der ganzen Künstlerfamilie 2007 von der Gemälde- und Skulpturensammlung der Museen der Stadt Nürnberg durch eine große Ausstellung im Museum Industriekultur gewürdigt.

## Weblinks

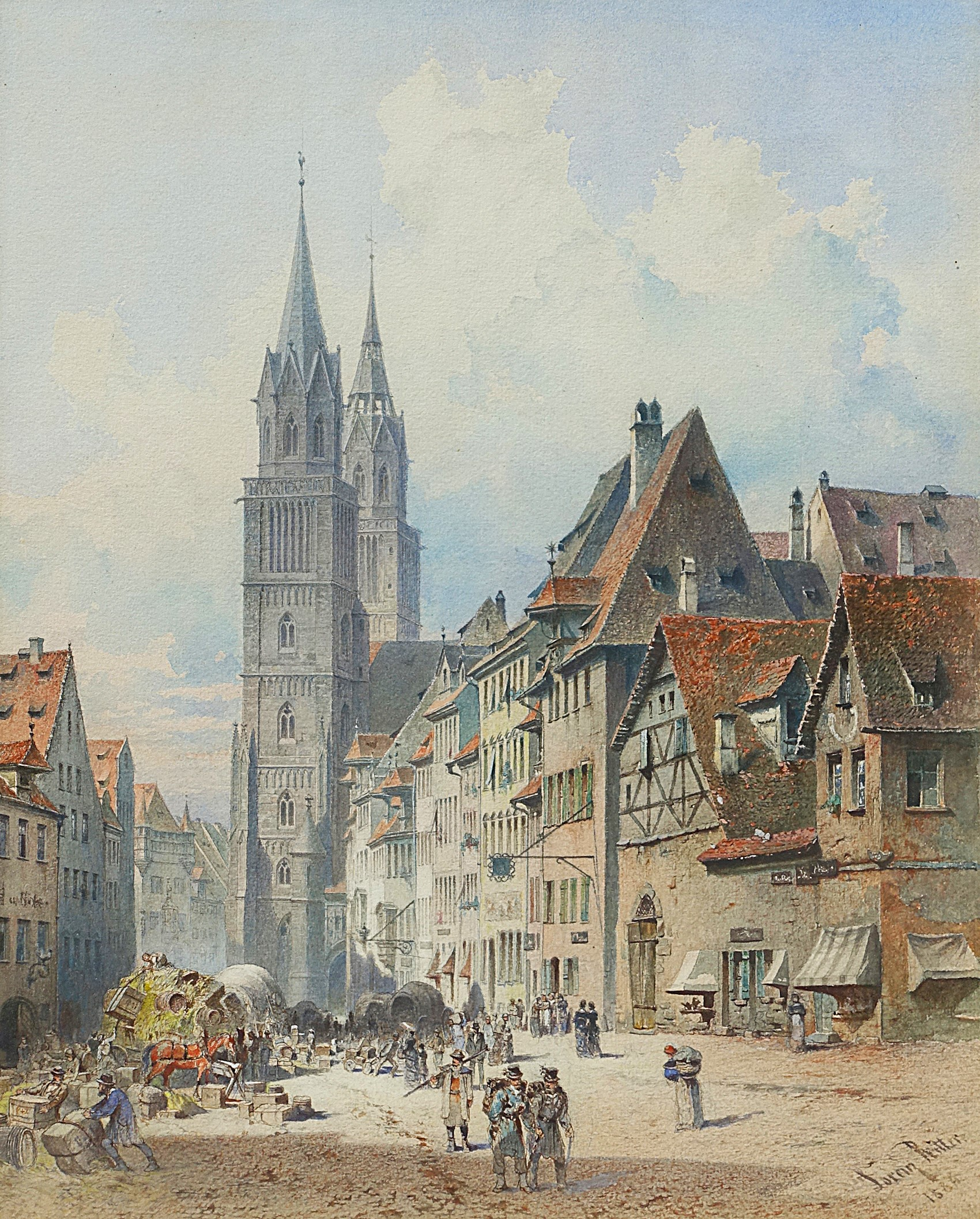
Königsstrasse mit St. Lorenz 1884 (Nürnberg), Lorenz Ritter